# Забравената Коледа
„Забравената Коледа“ (на норвежки: Snekker Andersen og den vesle bygda som glømte at det var jul) е норвежки фентъзи филм от 2019 г. на режисьора Андреа Екербом, сценарият е на Джон Коре Рааке, Харалд Росенльоу Еег и Ларс Гудместад и е базиран на произведенията Den veste bygda som glømte at det var jul (1966/1976) и Snekker Andersen og julenissen (1959/1971) от Алф Пройсен. Във филма участват Мириам Колстад Странд, Тронд Еспен Сейм, Андерс Баасмо, Кристън Сколмен, Александър Отесен-Калстад, Мари Блокхус и Джан Гунар Рьойсе. Премиерата на филма е на 8 ноември 2019 г. в Норвегия.

## В България
В България филмът излиза по кината на 1 декември 2023 г. от Floria Films и е разпространен от „Александра Филмс“. Това е шестият филм, произведен за България от Floria Films.

### Нахсинхронен дублаж
| Роля                  | Изпълнител           |
| --------------------- | -------------------- |
| Елиз                  | Радинела Тотева      |
| Дърводелецът Андерсен | Мартин Пашов         |
| Дядо Коледа           | Илия Деведжиев       |
| Бащата на Елиз        | Ивайло Иванов-Играта |